# Мерцон
Мерцон (англ. Mertzon) — город в США, расположенный в западной части штата Техас, административный центр округа Ирион. По данным переписи за 2010 год число жителей составляло 781 человек, по оценке Бюро переписи США в 2016 году в городе проживало 760 человек.

## История
Первоначально на месте поселения в 1908 году был создан почтовый офис. Поселение было названо в честь банкира из Сан-Анджело Мерца, который по совместительству был управляющим железной дороги Kansas City, Mexico and Orient Railway, проведённой в город в 1911 году. Железная дорога позволила Мерцону получить статус крупнейшего города в округе. К 1915 году в городе работало несколько церквей, школа, банк, еженедельная газета и ряд других предприятий. В 1933 году город получил устав, началось формирование органов местного управления. В 1936 году город получил статус административного центра округа. Город является скотоводческим и складским центром округа.

## География
Мерцон находится в восточной части округа, его координаты: 31°15′43″ с. ш. 100°49′15″ з. д..
Согласно данным бюро переписи США, площадь города составляет около 3,9 км2, полностью занятых сушей.

### Климат
Согласно классификации климатов Кёппена, в Мерцоне преобладает семиаридный климат низких широт (BSh).
| Показатель                    | Янв.  | Фев.  | Март  | Апр. | Май  | Июнь | Июль | Авг. | Сен. | Окт. | Нояб. | Дек.  | Год   |
| ----------------------------- | ----- | ----- | ----- | ---- | ---- | ---- | ---- | ---- | ---- | ---- | ----- | ----- | ----- |
| Абсолютный максимум, °C       | 30,6  | 31,7  | 36,1  | 37,8 | 42,2 | 42,2 | 42,2 | 41,1 | 40,6 | 37,2 | 32,8  | 27,8  | 42,2  |
| Средний суточный максимум, °C | 15,6  | 18,1  | 22,6  | 27,7 | 30,7 | 33,9 | 35,3 | 34,8 | 30,8 | 25,7 | 19,8  | 16,5  | 25,9  |
| Средняя температура, °C       | 7,9   | 9,6   | 14,7  | 19,8 | 23,2 | 26,8 | 28,3 | 27,7 | 23,9 | 18,7 | 12,4  | 8,9   | 18,5  |
| Средний суточный минимум, °C  | 0,4   | 1,4   | 6,7   | 11,7 | 15,8 | 19,7 | 21,2 | 20,6 | 17   | 11,2 | 5,3   | 1,3   | 11    |
| Абсолютный минимум, °C        | −15,6 | −15,6 | −13,9 | −7,2 | 1,1  | 4,4  | 13,3 | 12,8 | 3,3  | −3,3 | −14,4 | −15,6 | −15,6 |
| Норма осадков, мм             | 18    | 32    | 25    | 39   | 87   | 62   | 31   | 59   | 67   | 56   | 23    | 22    | 520   |
| Источник: weatherbase.com     |       |       |       |      |      |      |      |      |      |      |       |       |       |

## Население
Согласно переписи населения 2010 года в городе проживал 781 человек, было 313 домохозяйств и 209 семей. Расовый состав города: 89,1 % — белые, 1,2 % — афроамериканцы, 0,1 % — 
коренные жители США, 0,1 % — азиаты, 0 % (0 человек) — жители Гавайев или Океании, 6,5 % — другие расы, 2,9 % — две и более расы. Число испаноязычных жителей любых рас составило 35,9 %.
Из 2010 домохозяйств, в 33,5 % живут дети младше 18 лет. 52,7 % домохозяйств представляли собой совместно проживающие супружеские пары (21,4 % с детьми младше 18 лет), в 9,3 % домохозяйств женщины проживали без мужей, в 4,8 % 
домохозяйств мужчины проживали без жён, 33,2 % домохозяйств не являлись семьями. В 30 % домохозяйств проживал только один человек, 16 % составляли одинокие пожилые люди (старше 65 лет). Средний размер домохозяйства составлял 2,5 человека. Средний размер семьи — 3,11 человека.
Население города по возрастному диапазону распределилось следующим образом: 28,8 % — жители младше 20 лет, 19,6 % находятся в возрасте от 20 до 39, 36,4 % — от 40 до 64, 15,3 % — 65 лет и старше. Средний возраст составляет 40,9 года.
Согласно данным опросов пяти лет с 2012 по 2016 годы, медианный доход домохозяйства в Мерцоне составляет 53 250 долларов США в год, медианный доход семьи — 66 750 долларов. Доход на душу населения в городе составляет 25 777 долларов. Около 14,6 % семей и 17,4 % населения находятся за чертой бедности. В том числе 27,7 % в возрасте до 18 лет.

## Местное управление
Управление городом осуществляется мэром и городским советом, состоящим из 5 человек. Совет выбирает из своего состава заместителя мэра.

## Инфраструктура и транспорт
Основными автомагистралями, проходящими через Мерцон, являются:
- автомагистраль 67 США идёт с северо-востока от Сан-Анджело на запад к Биг-Лейку.

Ближайшим аэропортом, выполняющим коммерческие рейсы, является региональный аэропорт Сан-Анджело. Аэропорт находится примерно в 50 километрах к северо-востоку от Мерцона.

## Образование
Город обслуживается независимым школьным округом округа Ирион.